# Enrique Egas

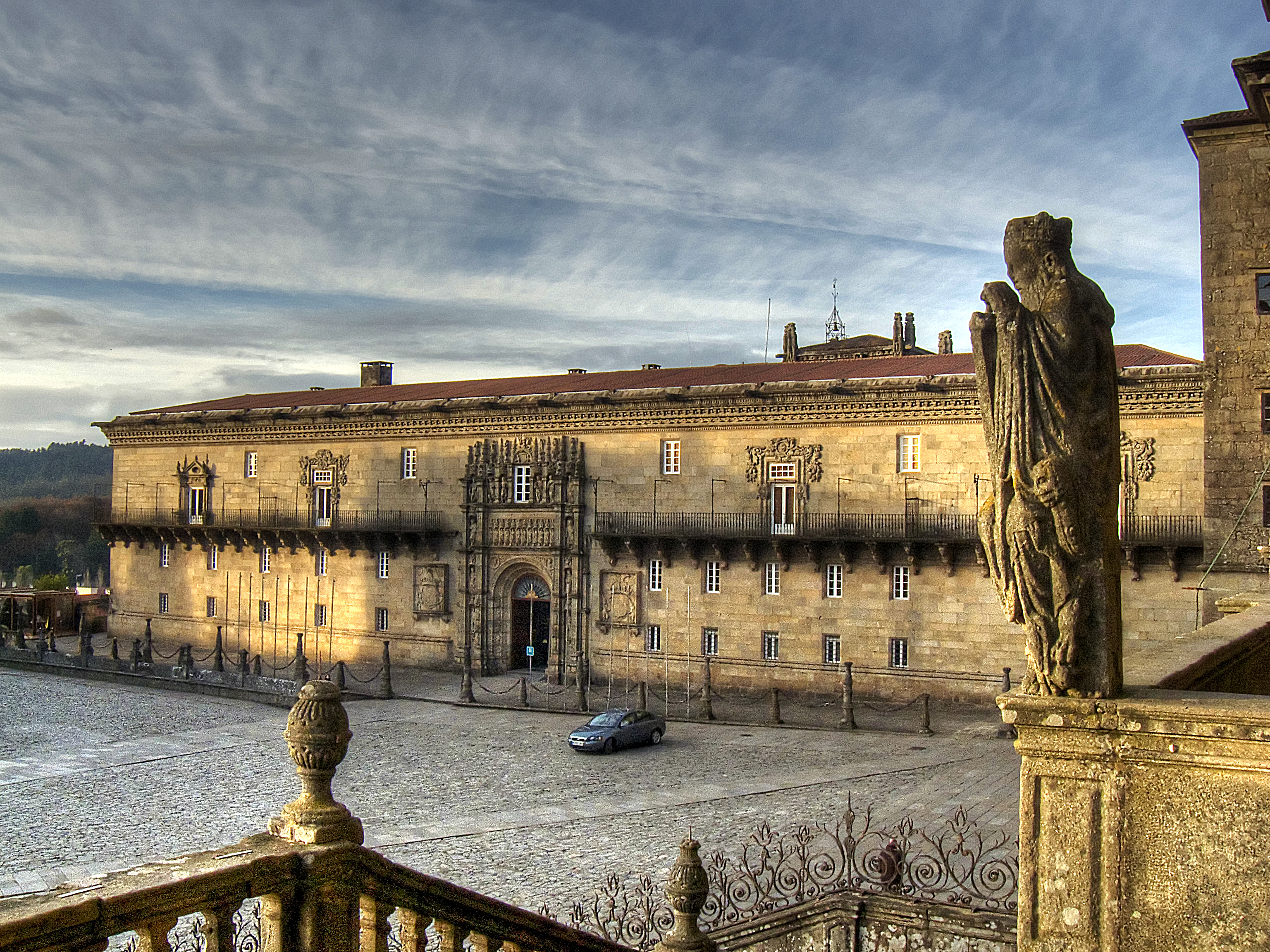
Hostal dos Reis Católicos en Santiago de Compostela.

Enrique Egas (Toledo, c. 1455 - 1534) fue un arquitecto y escultor español.

## Biografía
Fue uno de los miembros de la familia Egas, hijo de Egas Cueman que le introdujo en la profesión en un momento de la historia de España de gran actividad constructiva religiosa. Se le encuentra en 1495 trabajando para la catedral de Santa María de Toledo, en donde adquirirá renombre y prestigio, y cuyas técnicas difundirá por toda Castilla, Andalucía y Galicia. En la catedral toledana realizó la reforma de la capilla Mozárabe en 1519. Fue también maestro constructor en el Hospital de Santa Cruz de Toledo.
Tras la finalización de la Reconquista, los Reyes Católicos le encomendaron la construcción de los hospitales reales de Santiago (Hospital de los Reyes Católicos), Toledo (Museo de Santa Cruz) y Granada (Hospital Real de Granada); donde desarrolló la nueva tipología de hospital de manera independiente, sin estar adosado a monasterio, convento o iglesia. Esta nueva tipología se compone de una cruz latina en planta en cuyo centro se halla un altar desde donde se celebra la misa, a la que llegan los enfermos que se sitúan en cada una de las naves diferenciados generalmente por sexo y gravedad. Estas cuatro naves se veían a su vez flanqueadas por cuatro patios que aportaban luz y ventilación a las estancias para los enfermos. Este diseño no era nuevo, ya que es una adaptación[cita requerida] del esquema renacentista italiano, que quedó muy bien plasmado en el Hospital Mayor de Milán, por Filarete. 
Según Secundino Zuazo, en un discurso del 8 de noviembre de 1948 sobre la génesis arquitectónica del Monasterio de El Escorial, sus hospitales reales son de tremenda importancia para comprender la traza del mismo.
Amplió su trabajo desarrollándolo en la catedral Nueva de Plasencia, en el Hospital Real de Santiago de Compostela y, en 1505, después de la toma de Granada, se le encargó la dirección de la Capilla Real y en 1511 del Hospital Real de Granada. Intervino en otras numerosas construcciones como la catedral de Málaga, el monasterio de Uclés y la biblioteca de la Universidad de Salamanca. Se encargó de visitar y tasar la catedral de Jaén, que en 1501 se hacía y realizó el friso (moldura) gótico de la misma por encargo del obispo Alonso Suárez de la Fuente del Sauce.